# Lucy Madox Brown
Lucy Madox Brown Rossetti (19 juillet 1843 - 12 avril 1894) est une artiste, auteure et modèle britannique associée aux préraphaélites. Elle est mariée à l'écrivain et critique d'art William Michael Rossetti.

## Jeunesse
Madox Brown est née à Paris en 1843, fille de Ford Madox Brown et d'Elizabeth Bromley (1819-1846). Sa mère meurt trois ans plus tard en 1846, et elle est envoyée vivre avec sa tante Helen Bromley à Gravesend, Kent. En 1856, elle part vivre avec la maison Rossetti à Londres et est instruite par sa future belle-sœur, Maria Francesca Rossetti. Elle visite l'exposition Manchester Art Treasures en 1857. Sa demi-sœur Catherine Madox Brown la décrit comme "un mélange étrange avec un tempérament violent et un cerveau fort".

## Mariage et famille

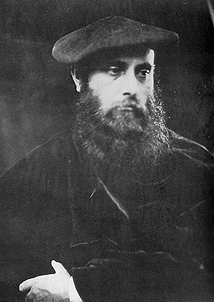
William Michael Rossetti, de Julia Margaret Cameron

À l'été 1873, elle se fiance avec William Michael Rossetti et ils se marient le 31 mars 1874. William est le fils de Gabriele Rossetti et de sa femme Frances Polidori. Il est le frère de Maria, Dante Gabriel et Christina. Ils passent leur lune de miel en France et à Naples, en Italie, en avril 1874. Ils tentent de vivre avec la famille de William mais, en raison de différences religieuses avec Frances et Christina, qui sont de ferventes anglo-catholiques, ils déménagent dans leur propre logement à Bloomsbury à la fin de 1876.
Leur premier enfant, Olivia Frances Madox, est née en septembre 1875, et leur fils, Gabriel Arthur, est né en février 1877, suivi d'Helen Maria, en novembre 1879, et des jumeaux, Mary Elizabeth et Michael Ford, en avril 1881. Michael est mort en bas âge. Lucy et Wiliam, tous deux agnostiques, ne font pas baptiser leurs enfants, qui sont scolarisés à la maison par leur mère et des gouvernantes.
En 1897, Olivia épouse un réfugié anarchiste italien, Antonio Agresti. Ils déménagent en Italie, où Olivia devient traductrice et écrivain. Après être devenue veuve en 1926, elle est associée d'Ezra Pound, et les deux correspondent fréquemment. Gabriel Arthur, connu sous le nom d'Arthur dans la famille, devient scientifique, et épouse Dora Lewis et a plusieurs enfants. Helen devient peintre de miniatures et, en 1903, épouse Gastone Angeli. Il est de santé fragile et meurt quelques mois plus tard. Helen donne naissance à sa fille posthume, Imogen Lucy, en 1904.

## Carrière artistique et littéraire

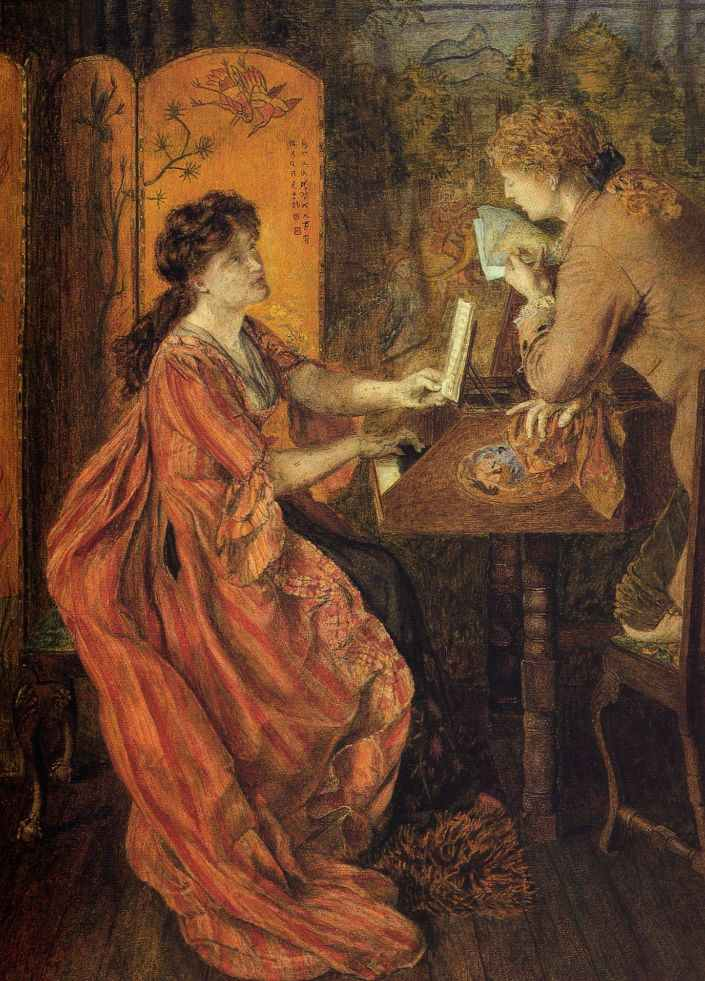
Le Duo de Lucy Madox Brown (1870)

Elle commence à peindre en 1868 et, avec sa demi-sœur Catherine, est modèle et travaille comme assistante de leur père. D'autres artistes féminines préraphaélites telles que Georgiana Burne-Jones (en), la sœur de Thomas Seddon et Marie Spartali Stillman prennent également des cours dans le même atelier. Travaillant principalement à l'aquarelle, elle expose au Dudley Museum and Art Gallery de 1869 à 1872. Sa peinture, The Duet, qui est exposée à la Royal Academy en 1870, est décrite par Dante Gabriel Rossetti comme une « image parfaite ». Elle arrête de peindre en 1874.
Elle écrit la biographie de Mary Shelley, Mrs. Shelley, pour la série Eminent Women de John Ingram, qui est publiée en 1890.

## Décès
À partir de 1885, elle souffre de Tuberculose et se rend en Italie pour sa santé pendant l'hiver. La maladie aggrave le tempérament de Lucy et provoque une rupture permanente entre elle et William. Rossetti est profondément affecté par l'aliénation de Lucy: "Ce changement dans mes relations d'affection et de vie familiale est à peu près la chose la plus douloureuse qui aurait pu m'arriver." . Elle meurt le 12 avril 1894 à l'hôtel Victoria de Sanremo, en Italie, en présence de son mari et de sa fille Olivia, et est inhumée au cimetière de La Foce. Le testament de Lucy laisse tout à ses enfants, ce qui, selon Dinah Roe, est destiné à les protéger au cas où William se remarierait à l'avenir.

## Liste des œuvres
- The Duet, 1870. Exh. RA.
- Romeo and Juliet, 1870, Wightwick Manor, Wolverhampton, Royaume-Uni.
- Study for Romeo and Juliet, 28 x 33,6 cm, craie sur papier, vendu Christie's, Londres, 28 novembre 2000, lot 26[12].
- The Tempest, v. 1870, huile sur toile, collection privée.
- Après le Bal, 1870, aquarelle, collection privée.
- The Magic Mirror, 1872, collection privée.
- Margaret Roper Receiving the Head of her Father 1873, huile sur toile, St Thomas More, Burford.

## Galerie

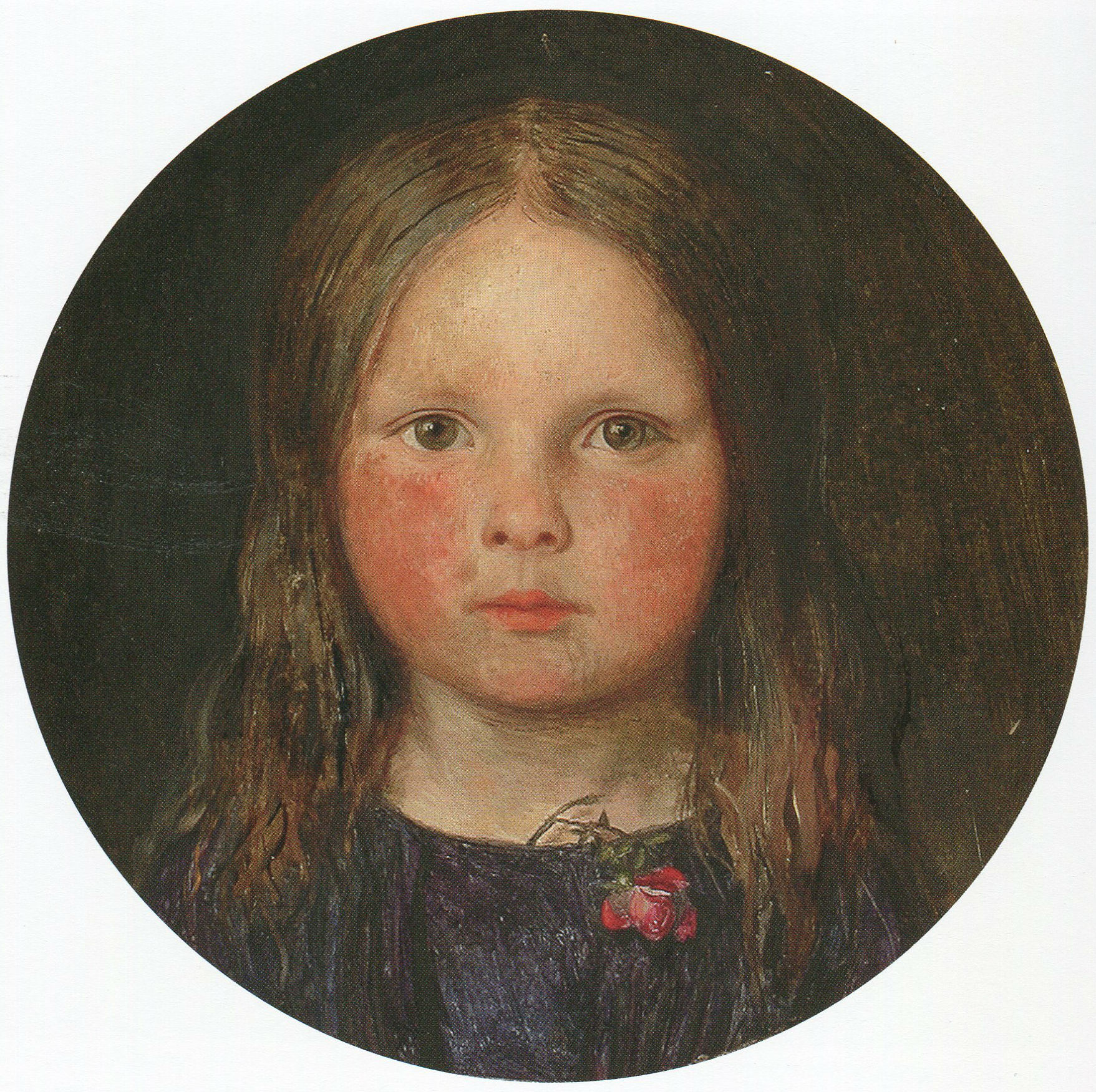
Portrait de Lucy Madox Brown par son père, Ford Madox Brown
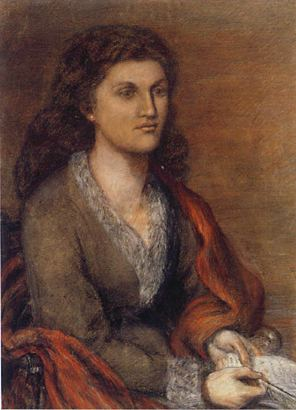
Mathilde Blind par Lucy Madox Brown
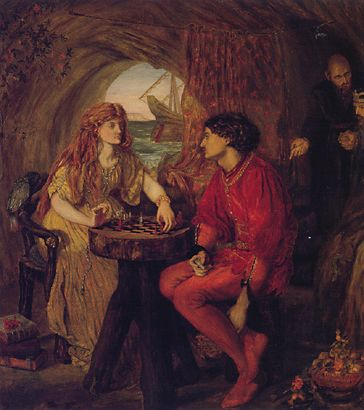
The Tempest par Lucy Madox Brown
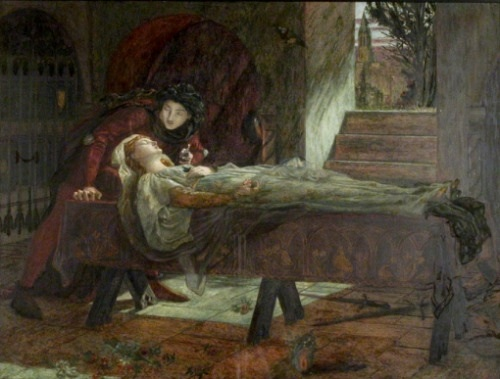
Romeo and Juliet, the thombscene
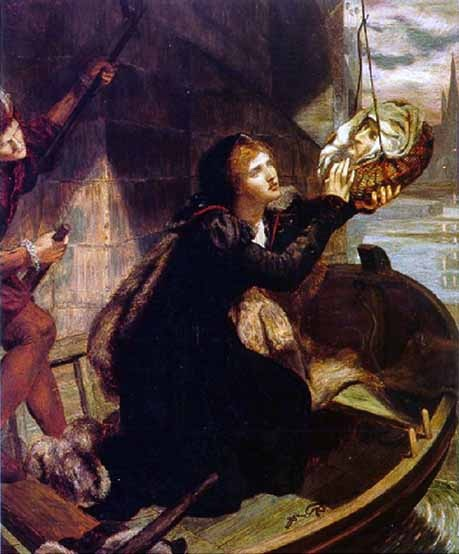
Margaret Roper
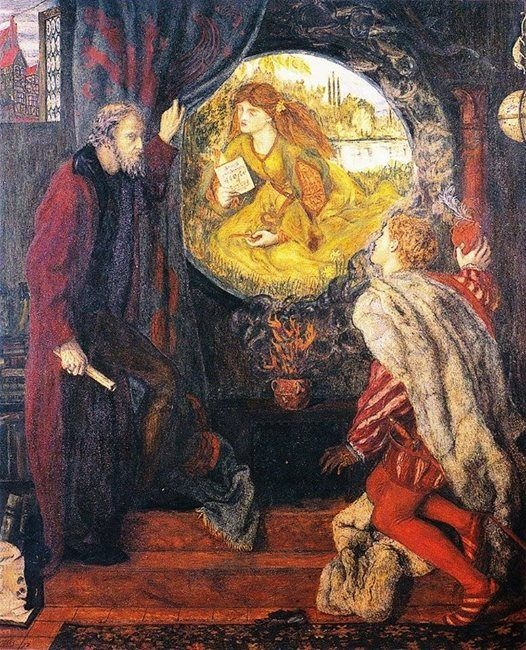
Magic Mirror
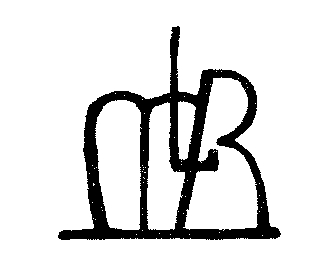
Signature de Lucy Madox Brown